# Le Couronnement de la Vierge (Vélasquez)
Pour les articles homonymes, voir Couronnement de la Vierge (homonymie).
Le Couronnement de la Vierge est une huile sur toile de Diego Vélasquez conservée au Musée du Prado.

## Histoire
Le tableau, selon Antonio Palomino, « était » sur l'autel de la chambre de la reine Elisabeth de France, épouse de Philippe IV d'Espagne, dans l'ancien Alcazar de Madrid.
Il n'est cependant pas mentionné dans l'inventaire inachevé de 1666 ni dans ceux de 1686 et 1700 et n'apparaît pour la première fois que dans les listes d’œuvres sauvées de l'incendie de 1734, où il est décrit comme « la très sainte Trinité couronnant la Vierge » et attribué à Alonso Cano, nom par la suite changé en Vélasquez. En 1746, le tableau fut inventorié au Palais du Buen Retiro et en 1772 au Nouveau Palais royal avant de rejoindre le musée du Prado en 1819.
Carl Justi et Aureliano de Beruete l'incluent dans les œuvres de tardives du peintre à cause de ressemblances stylistiques avec La Légende d'Arachné. Allende-Salazar, suivi par le reste des critiques, observe cependant que la toile devrait avoir été peinte avant 1644, date de la première mention du Couronnement de Jusepe Martínez pour la Cathédrale de Saragosse, et dont la partie supérieure garde d'étroites ressemblances avec la toile de Vélasquez. Pour José López-Rey, malgré tout, cette relation de dépendance ne serait pas suffisante pour avancer la date de la réalisation de la toile de Vélasquez qu'il date de la période 1644-1648, toujours pour ses ressemblances stylistiques avec La Légende d'Arachné mais aussi avec Vénus à son miroir. Il avance que Martinez pourrait avoir vu la toile du Couronnement de la Vierge en cours de préparation ou avoir reçu des suggestions de Vélasquez avec qui il s'était rendu à Saragosse en 1644 et à qui il avait prêté plusieurs fois l'atelier. L'analyse technique du musée du Prado montre cependant, une date d'exécution vers 1635, comme l'indiquait Palomino, avec une technique de préparation de la toile et une application des couches de couleurs par transparence similaire à celle employée dans d'autres toiles de cette période, bien que l'exécution eut été bien plus appliquée dans ce cas, peut-être parce qu'il s'agit d'une toile religieuse répondant à une commande spéciale. 

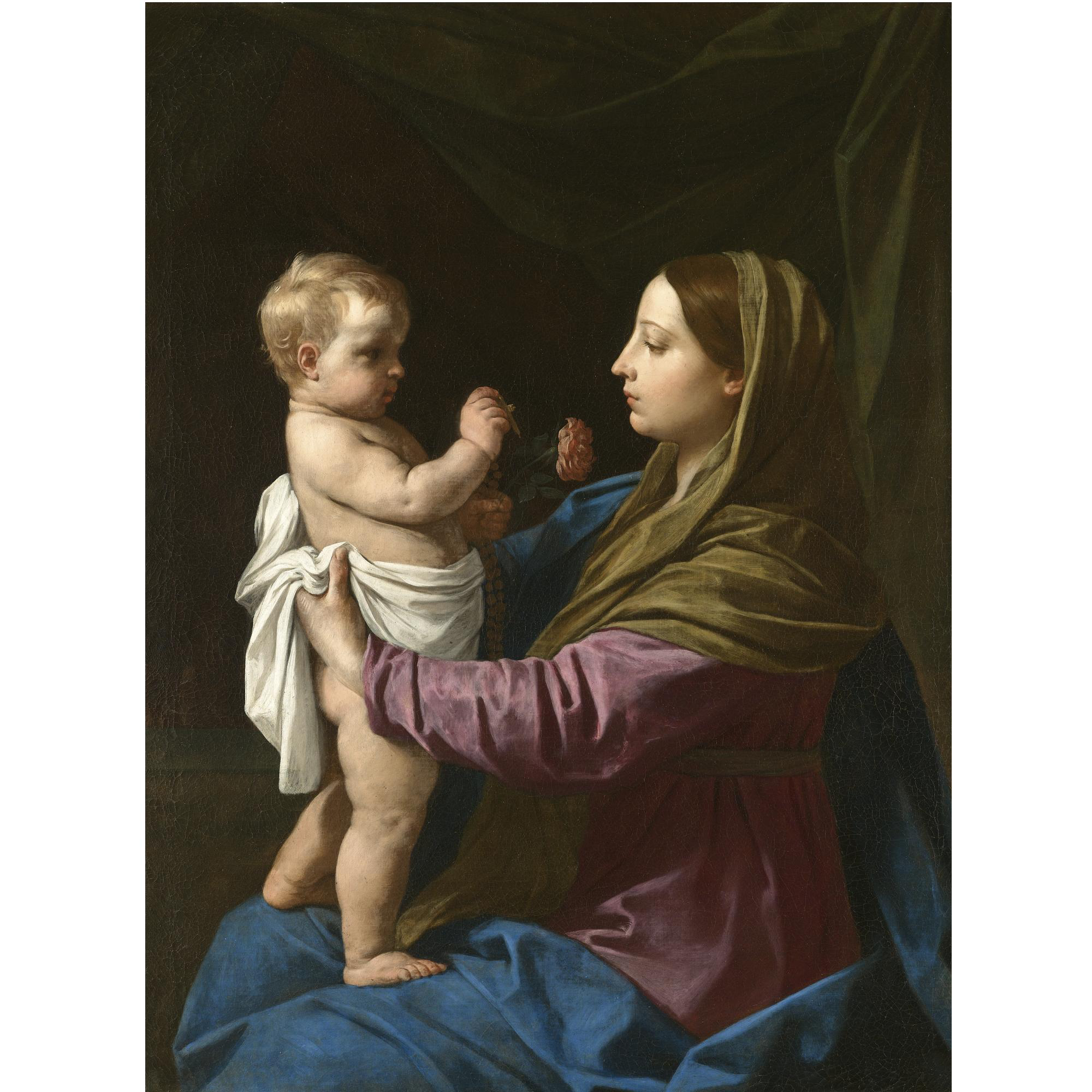
La Madone de la Rose de Simone Cantarini

Par certains aspects, il s'agit d'une peinture exceptionnelle dans la production de Vélasquez qui ne réalisa pas beaucoup d’œuvres religieuses. Certains ont suggéré comme modèle iconographique des compositions sur le même thème du Greco du musée du Prado et de l’Hôpital de la charité de Illescas, une estampe d'Albrecht Dürer de 1510 et deux estampes d'une toile de Maarten de Vos. Julián Gállego avertit que la scène « aurait pu difficilement être conçue dans un ordre différent, avec le Père à droite, le Fils à gauche et l'Esprit Saint sous forme de colombe volant au-dessus de la tête de la Vierge, assise sur un plan inférieur ».
Si l’on compare cette oeuvre à un tableau de Simone Cantarini dit le pesarese réalisé en 1642, c’est-à-dire à la même époque, l'on retrouve, à l’exception du vert du voile de la vierge, le même harmonie de couleurs entremêlant les bleus, les blancs et les lilas-violacés ainsi que la même dignité et la même grâce virginale du personnage de Marie. 

## Description
La composition des personnages est triangulaire. L'axe vertical est inversé, suivant la mode de l'époque, et donnant une sensation de grand équilibre et d'harmonie des lignes. Le personnage principal est la Vierge Marie dont le visage est représenté les yeux baissés, le nez droit, les lèvres fines. Une expression de modestie, de révérence et d'émotion se dégage de sa figure. La composition du tableau, tant par l'organisation des formes comme par ses couleurs, rappelle un cœur. L'attitude de la Vierge, montrant de sa main droite son propre cœur, renforce cette idée et appelle à la piété. 
Cette forme de cœur, qui est le point le plus original de la toile avec le naturel des personnages, pourrait, d’après Gállego être mis en relation avec la dévotion au Sacré-Cœur de Marie et à celui de Jésus développés par saint François de Sales dès 1611.
À droite du spectateur se trouve Dieu le Père, représenté avec une grande dignité comme un vieil homme. À sa gauche se trouve Jésus-Christ, avec de longs cheveux. Les deux hommes sont dans la position de couronner la Vierge avec une guirlande de fleurs. Au centre est représenté l'Esprit Saint, sous forme de colombe blanche. Ces trois personnages sont disposés à la même hauteur, le long d'une ligne imaginaire qui définit la base du triangle, représentant le même rang de suprématie dans la Divinité.
Les couleurs utilisées par Vélasquez sont des bleus, principalement le Lapis-lazuli pour les tons les plus intenses de la cape de la Vierge, des rouges et des lilas. Il emploie pour les rouges de la laque organique rouge mélangée à du blanc de plomb et diverses proportions de calcite, et pour les teintes lilas, de la laque organique rouge mélangée à du Lapis-lazuli et à de l'azurite pour obtenir les tons lilas.
Dans certaines zones, spécialement dans les rouges, le pigment employé est très léger et la proportion d’agglutinants est plus importante. Sur le rouge des manteaux et la tunique de la Vierge, presque translucide et mélangée de blanc de plomb, il appliqua de nouvelles couches de couleurs par des touches de blanc, alors que la peinture appliquée sur la tunique du Père dégouline littéralement sur le manteau de la Vierge, précisément à cause de la surabondance d'agglutinants utilisés. Pour obtenir cette transparence des couches de couleurs, il appliqua des mélanges de carbonates calciques en grande quantité, qui absorbèrent l'agglutinant et le firent transparent. Les yeux et les mains paraissent ainsi presque estompés. On note également le peu de matière utilisée pour les nuages qui se superposent aux manteaux et aux corps des anges. Comme il en avait l'habitude, le peintre ne respecta pas l'espace assigné à chacun des personnages et réalisa de nombreuses corrections au cours de l'élaboration de la toile bien que dans ce cas, on ne puisse pas parler de repentirs.
Il faut également remarquer les anges qui servent de base à la Vierge. Ils représentent les quatre trônes soutenant la tribune de la Vierge et deux chérubins l’entourent et la servent ainsi qu'à Dieu. La qualité picturale de ces anges n'ont rien à envier à ceux réalisés par Murillo et qui le rendirent célèbre.

### Article annexe
- Couronnement de la Vierge